# Abdelmajid Dolmy
Abdelmajid Dolmy (Casablanca, 20 agosto 1953 – Casablanca, 26 luglio 2017) è stato un calciatore marocchino, di ruolo centrocampista.

## Palmarès

### Club

#### Competizioni nazionali
- Coppa del Marocco: 3

Raja Casablanca: 1973-1974, 1976-1977, 1981-1982